# بزرگ‌گوش کوچک
بزرگ‌گوش کوچک (نام علمی: Macrotis leucura) کیسه‌داری ریزجثه از تیره ماهیچه‌کیسه‌ایان بود که به همراه بزرگ‌گوش بزرگ عضو سرده بزرگ‌گوش‌ها بود. گمان می‌رود که این پستاندار در دهه ۱۹۵۰ منقرض شده باشد. واپسین نمونه زنده دیده شده از آن مربوط به سال ۱۹۳۱ بوده است.
بزرگ‌گوش کوچک ظاهری همچون بزرگ‌گوش بزرگ با گوش‌های به نسبت دراز و خرگوش‌وار داشت. ماده‌های این پستاندار در کیسه ی خود ۸ پستان داشتند که اغلب تنها ۲ تا از آن‌ها توسط بچه‌ها اشغال می‌شدند.